# 霍朗赫布
霍朗赫布古埃及新王国时期第十八王朝的末代法老（约公元前1319年—约公元前1292年在位）。

## 事蹟
在十八王朝末期的宗教改革爭議中，他首先恢复了被阿肯那顿废除的传统。重新以孟斐斯为首都。并摧毁崇拜阿頓的新制度，恢复崇拜阿蒙。同时在埃及凯尔奈克建造前所未有的多柱式大殿。比起其他法老熱衷於功業，他任內相對著重內政問題，使埃及經濟恢復到十分繁荣，通过重建贸易商队恢复了国外领地。最终拉美西斯一世作为其继承人，后者成为十九王朝的缔造者。

## 大众文化
- 《埃及人》,由Vitor Mature（英语：Vitor Mature）饰演霍朗赫布。
- La Reine Soleil（英语：La Reine Soleil）, 由Mathier Morear（英语：Mathier Morear）饰演霍伦希布。